# Zwettl an der Rodl
Zwettl an der Rodl est une commune autrichienne du district d'Urfahr-Umgebung en Haute-Autriche.

## Jumelage
- Veringenstadt (Allemagne) depuis 2012